# ابراهیم نادری کازرونی
میرزا محمدابراهیم کازرونی مشهور به نادری (زاده ۱۱۸۰ قمری در کازرون)، پزشک، ریاضی‌دان، اخترشناس، شاعر، عارف و بازرگان ایرانی بود که در دوران حکومت‌های زندیه و قاجاریه می‌زیست.

## تولد و زندگی در دوران حکومت زندیه
میرزا ابراهیم فرزند میرزا اسماعیل، از افراد عالی‌رتبه کازرون بود و در سال ۱۱۸۰ هجری قمری در همین شهر متولد شد. عموی میرزا ابراهیم در شیراز، حکیم‌باشی دربار زندیه و مشهور به مسیحای زمان بود و به همین علت، میرزا ابراهیم در جوانی از کازرون به شیراز رفت تا نزد عمویش به تحصیل علوم و طبابت بپردازد. میرزا ابراهیم در سال ۱۲۱۸ قمری به همراه محمدنبی‌خان شیرازی که از سوی دربار زند به عنوان سفیر ایران در هندوستان منصوب شده بود به این کشور عزیمت کرد و به تجارت پرداخت.
او نهایتاً پس از کسب ثروت فراوان در سال ۱۲۲۱ قمری به ایران بازگشت و در شیراز اقامت گزید.

## زندگی در دوران حکومت قاجار
در دوران قاجار و پس از به تخت نشستن محمدشاه در سال ۱۲۵۰ قمری، این پادشاه میرزا ابراهیم کازرونی را به سبب آگاهی داشتن از اوضاع مناطق جنوبی ایران، مأمور تهیه کتابچه‌ای برای شناخت بنادر ‌و جزایر خلیج فارس کرد که حاصل آن کتابی تحت عنوان تاریخ بنادر و جزایر خلیج فارس بود. وی ظاهراً از طرف محمدشاه قاجار مأموریتی نیز در کازرون داشته است.

## آثار
علاوه بر کتاب تاریخ بنادر و جزایر خلیج فارس، دیوان اشعاری که شامل مثنوی‌هایی مانند گلستان خلیل، مشرق‌الاشراق، شایق و مشتاق، انفس و آفاق، منهج‌العشّاق و چهل صباح بوده، از او به جا مانده است. ظاهراً فرصت‌الدوله شیرازی برخی از این مثنوی‌ها را در کازرون رؤیت کرده است.

## مرگ
رضاقلی‌خان هدایت در کتاب ریاض‌العارفین سال تقریبی مرگ او را ۱۲۶۰ هجری قمری اعلام می‌کند ‌و بیان می‌دارد که او در شیراز وفات یافته است.